# Beau Jeu

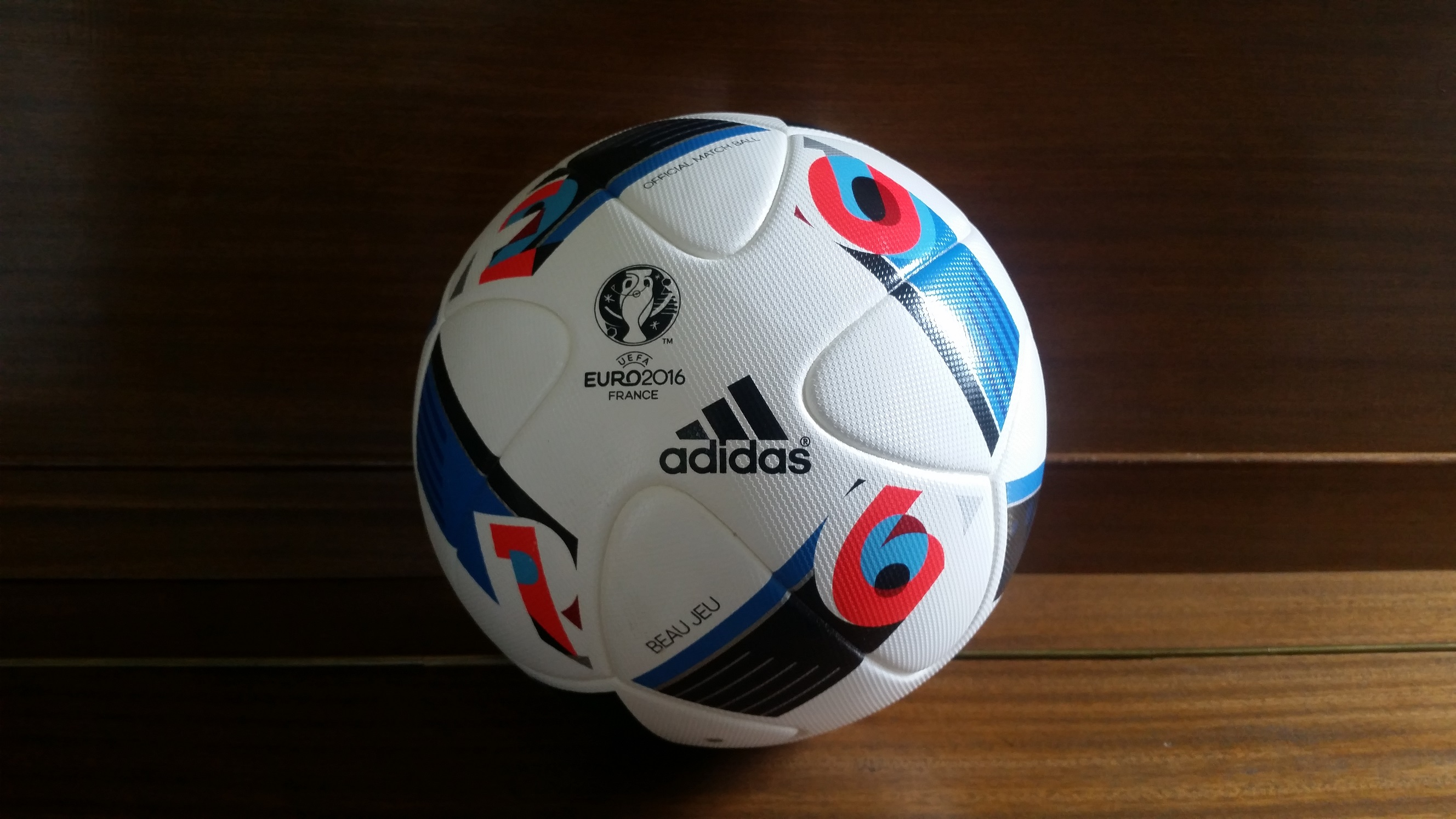
Adidas Beau Jeu

Der Beau Jeu (frz. „schönes Spiel“) ist der von der Firma Adidas hergestellte offizielle Spielball der Gruppenphase der Fußball-Europameisterschaft 2016 in Frankreich. In der Finalrunde wurde Fracas eingesetzt.

## Entwicklung
Am 12. November 2015 wurde der Ball vom französischen Ex-Nationalspieler Zinédine Zidane auf dessen Instagram-Seite zum ersten Mal vorgestellt. Am Tag darauf präsentierte Adidas den Beau Jeu im Vorfeld des Länderspiels Deutschland gegen Frankreich offiziell in Paris. Laut Adidas habe die Entwicklung des Balles 18 Monate in Anspruch genommen und beinhalte die besten Elemente des Brazuca, Spielball der Fußball-Weltmeisterschaft 2014. Im Bereich der Griffigkeit und der Flugeigenschaften seien jedoch Verbesserungen zum Brazuca vorgenommen worden. Der Ball mit Größe 5, an dessen Entwicklung unter anderem der Real-Madrid-Spieler Gareth Bale mitwirkte, wurde bis Ende November 2015 allen Teilnehmern der Europameisterschaft 2016 überreicht, um den Spielern ausreichend Zeit zu lassen, sich vor Turnierbeginn an ihn zu gewöhnen.

## Design
Der Ball ist farblich überwiegend in Weiß gehalten und verbindet die französischen Nationalfarben blau, weiß und rot mit einem silberfarbigen Aufdruck des EM-Pokals. Zudem werden durch verschiedene Farbüberschneidungen die Buchstaben EURO und die Zahl 2016 übereinander dargestellt. Man spielte ihn in Größe 5.